# 軟焦点レンズ
軟焦点レンズ（Soft Focus Lens ）とは、一般の写真レンズが各収差を可能な限り減らしてシャープに写るように設計されているのに対し、故意に収差を残し、ピントが合った像が軟かいものとなるように設計されている写真レンズである。ピントの芯がちゃんとあり、その周囲に滲みが現れる点がピント外れとの違いである。
黒白写真の時代のものには色収差を利用したものもあったが、カラーでは色収差は色の滲みとなるためもっぱら球面収差を利用する。以下に列挙するうちの「ヴェスト・ポケット・コダック単玉」などいくつかの単玉レンズは、軟焦点レンズとして設計されたというよりも、収差のうち色収差は良く補正された「ダブレット」（凸と凹の1群2枚によるレンズ）のアクロマートで安価なレンズとして企画された製品が、設計よりも絞りを開くなどして使った所、ソフトとして良い描写が得られたためそのような使い方が広まった、というものである。写真入門者の体験用などを企図した安価な製品などでも似たようなダブレットのものが見られる。

## 軟焦点として著名なレンズ

### 無調整式
- エミール・ブッシュ製ニコラ・ペルシャイト
- エルンスト・ライツ（現ライカ）製タンバール90mmF2.2 - ほぼ全ての軟焦点レンズは球面収差を補正不足側に残しているが、タンバールは逆に過剰補正側としているのが特徴である。収差が小さいレンズ中心を覆い隠してソフト効果を増すアタッチメントが付属する。
- ケンコー・トキナー製ソフトレンズ - 35mmF4と85mmF2.5がある。
- コンゴー製ポートレート・コンゴー
- ヴェスト・ポケット・コダック単玉 - 軟焦点を意図して設計されたレンズではないが、絞りの開口をF11に制限している部品を外して開口を広げることでソフト効果があらわれる。少しでも速いシャッタースピードで撮影するため部品を外して使ったところ軟焦点描写が得られたため発見された等と言われている。
  - パーレット単玉 - ヴェスト・ポケット・コダックのコピーである六櫻社（コニカを経て現コニカミノルタ）製パーレットでも単玉の固定絞りを外して同様に使用された。
  - ケンコー・トキナー製MCソフト45mmF4.5レンズ - ヴェスト・ポケット・コダック単玉の描写を得られるよう設計されたレンズ。
  - 清原光学製キヨハラソフト - ヴェスト・ポケット・コダック単玉の描写を得られるよう設計されたレンズ。
- ウォレンサック製ベリート - 2枚貼り合わせのメニスカスレンズを前後対称に配置した2群4枚構成[2]。高級軟焦点レンズの代名詞となり、安価な軟焦点レンズを「プアマンズ・ベリート」と称することがある。8¾inF4[2]、11½inF4[3]、18inF4[3]があった。
- ウォレンサック製ベリター - ベリートを近代化したもので、コーティングされカラーの発色も良いという[3]。14inF6があった[3]。
- ペンタックス - 1群2枚構成の85mmF2.2、オートフォーカス対応のFソフト85mmF2.8、FAソフト85mmF2.8、FAソフト28mmF2.8、ペンタックス67用のソフト120mmF3.5がある。
- レンズベビー社製ベルベット - 28mmF2.5、56mmF1.6、85mmF1.8の3種があり、一眼レフカメラ用マウントとミラーレスカメラ用マウントの一部機種に対応している[4][5]。

その他レチナやライカスクリューマウントに存在するエクター50mmF2など開放での残存球面収差の多いレンズを軟焦点レンズとして使用する場合もある。

### 調整式
レンズの一部を移動させることで、収差の多少を調整できるもの。あまり多くない。前述のライツ製「タンバール」は、球面収差を過剰補正側としていると説明したが、調整式の一部に、収差の補正を不足側から過剰補正側まで変更できるものがある。そういったレンズでは、中立状態で収差が抑えられた描写になる。
- ダルメイヤー製ペッツヴァールレンズ
- ミノルタ製バリソフトロッコール85mmF2.8 - ソフト調節リングを0にすると一般レンズとしても使えるが1、2、3にすると数値が大きいほど軟焦点描写が強くなる。
- ミノルタ製AF100mmF2.8ソフトフォーカス - バリソフトロッコール85mmF2.8と同様、ソフト調節リングで一般レンズとしての描写と軟焦点描写の加減を使い分けることができる。
- タムロン製SP70-150mmF2.8ソフト - ソフト量調節可能な大口径ズーム。アダプトールII交換マウントにより、マウントの異なる複数メーカーのカメラに対応していた。
- ニコン製DCニッコール - 105mmF2と135mmF2がある。球面収差を補正過剰（前述の「タンバール」方式）から補正不足の両側にコントロールできる。「DC機構」と呼んでいるが、前ボケを柔らかくor後ろボケを柔らかく、といったように調整できるというレンズだが、調整リングを目盛りの範囲外にまで移動させることで収差を意図的に大きくしたソフトフォーカス状態となる。
- キヤノンNewFD85mmF2.8ソフトフォーカス - ソフト量の調節はピント調節用ヘリコイドを前後に操作する1リング直進方式を採用していた。
- キヤノンEF135mmF2.8 - 軟焦点機構あり。
- キヤノンRF100mmF2.8L MACRO IS USM - DCニッコールと同様、SAコントロールリングにて前ボケ後ボケの調整やソフトフォーカス状態にすることが出来る。
- スペンサー製ポートランド - ポートレートとランドスケープ（風景）の両方に使用できるという意味で命名されている。
- フォクトレンダー製ユニヴァーサルヘリアー - ヘリアーの一種で、一般レンズとしても使えるが前玉を回すと軟焦点描写となる。

### 蓮根絞り式
光学的には無調整式と同じであるが、虹彩絞りでは収差の少ないレンズ中央部を通る光線のみの像となってしまうため、被せ式の蓮根絞りにより光量調整と軟焦点の度合い調整を行うもの。
- 富士フイルム製フジノンSF85 mm F4
- マミヤ光機（現マミヤ・オーピー）製セコールSFC - 645用145 mm F4とRB用150 mm F4
- ローデンシュトック製イマゴン

## 専用レンズ以外による軟焦点描写

### フィルタ
一般のレンズにフィルタを取り付ける方式で、任意の光学系をベースとした軟焦点描写を楽しめる。透過する光線を紗のようなもので乱屈折させるものが多いが、ニコンのソフトフォーカスフィルター「ソフト1・ソフト2」のように内部に屈折率の勾配を持つ光学ガラスを使用して、マザー光学系に球面収差を引き起こさせるというタイプもある（規制物質の都合で現行の「ニューソフトフォーカスフィルター」は別方式である）。また、光学効果のない保護フィルタにマーガリンやワセリンを塗ることにより柔焦点効果を得る手法が、アマチュアカメラマンを中心に広まっていた。
- キヤノン ソフトマート - 1号と2号がある。
- ケンコー・トキナー ソフトンII、デュート、ソフトクロス、フォギー
- ニコン ソフトフォーカスフィルター - 「ソフト1」と「ソフト2」がある。
- ローライ デュート
- ヤシカ/京セラ コンタックスソフター - I、II、IIIがある。

### 撮影技法
露光中にピントを移動させる、シャープなネガとピントをずらしたネガを多重露光なり重ね合わせて引き伸ばすことでも軟焦点描写が得られる。

### デジタルカメラ
フィルムを使用した撮影では、軟焦点描写は主にレンズ光学系の工夫によるものであるが、デジタルカメラでは、撮影時は通常画像のまま、カメラ内部の後処理によって軟焦点描写の加工を施す機能を有する機種が出ている。また、パソコンの現像ソフトやフォトレタッチソフトでも軟焦点描写の加工が容易になっている。